# Breedte (meetkunde)

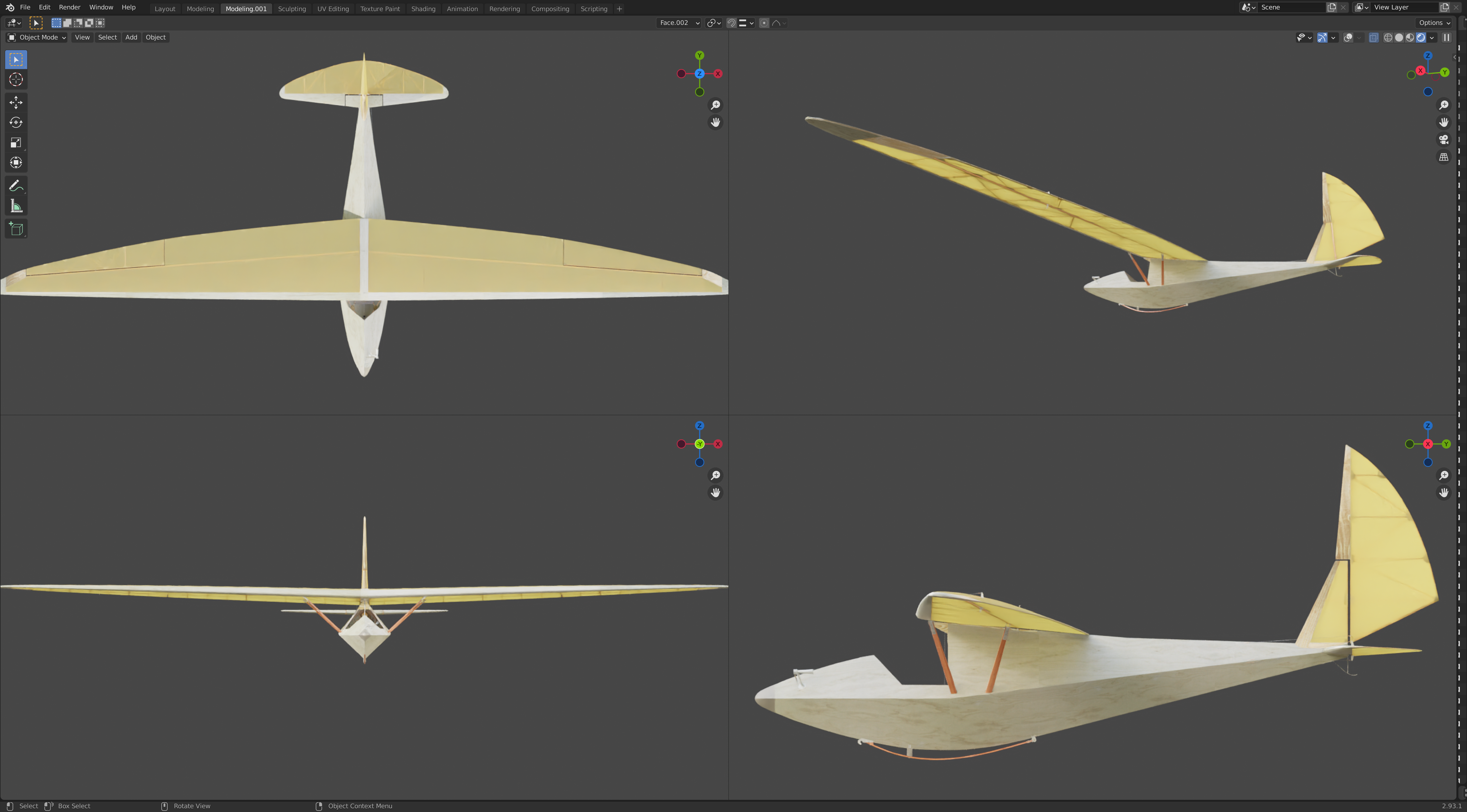
De breedte is hier groter dan de lengte

De breedte of wijdte is bij een min of meer rechthoekig tweedimensionaal object meestal de kleinste van de twee afmetingen; de grootste is de lengte. Bij een driedimensionaal object geldt de kleinste afmeting in het horizontale vlak als de breedte. Andere kenmerken spelen echter ook een rol, waaronder de bewegingsrichting.
Meetkundigen hanteren een afwijkende definitie van breedte, gebruikmakend van steunlijnen, zonder voorkeursrichting.

## Afwijkende kenmerken
De aanduiding breedte is gebaseerd op dagelijkse ervaringen, wat echter tot afwijkingen leidt als iets ongewone proporties of kenmerken heeft, bijvoorbeeld bij zweefvliegtuigen. Daar is de romplengte vaak groter dan de spanwijdte, toch zal die laatste als de breedte beschouwd worden. In dit geval is de bewegingsrichting bepalend, zoals ook bij steekwagens, trimarans, wijde transportleidingen en roggen zoals Gymnura micrura.
Ook conflicterende kenmerken bepalen het spraakgebruik. Zo is de kofferbak van een auto soms het grootst in de breedterichting van de auto, terwijl ook de snijkop van een tunnelboormachine een dilemma oplevert. Bij de snijkop zal men zo nodig van diepte en doorsnee spreken om de termen breedte en lengte te vermijden, terwijl bij de kofferbak de term lengte vervangen kan worden door diepte.

## Meetkunde
Voor gesloten convexe krommen hanteren meetkundigen een definitie die afwijkt van het basale breedtebegrip: de breedte is de afstand tussen twee evenwijdige steunlijnen loodrecht op een gegeven richting. Afhankelijk van de meetrichting zal een vorm volgens deze definitie verschillende breedtes kunnen hebben. De kleinste van die breedtes kan dan overeenkomen met het begrip breedte in het normale spraakgebruik. Bij uitbreiding geldt deze definitie ook voor hogerdimensionale lichamen.
Een kubus die tussen twee vlakken wentelt, varieert in breedte bij dit breedtebegrip. De breedte is het grootst als een hoofddiagonaal de steunvlakken raakt en het kleinst als de vlakken in contact zijn met de steunvlakken.
Toch zijn er ook curves en lichamen die een constante breedte hebben, in het Engels aangeduid als orbiformes of n-orbiformes. Triviaal zijn de cirkel en de bol en de meerdimensionale uitbreidingen daarvan, de n-sferen. Er zijn echter ook andere vormen met constante breedte, waarvan vooral de reuleaux-driehoek bekend is. Deze is samengesteld uit drie gelijke cirkelsegmenten. Van elke regelmatige veelhoek met een oneven aantal hoeken is een reuleaux-variant te maken door de rechten te vervangen door cirkelsegmenten. Zo zijn er zevenhoekige Britse munten waar verkoopautomaten goed mee overweg kunnen door de constante breedte.
Ook omwentelingslichamen van de reuleaux-driehoek over een symmetrieas hebben een constante breedte. In de twintigste eeuw heeft Hermann Minkowski over de lichamen met constante breedte belangrijke bijdragen geleverd in zijn verhandeling Über die Körper konstanter Breite.

Steunlijnen of steunvlakken rond een wentelende kubus zullen nu eens ver van elkaar liggen en dan weer dicht bij elkaar

Rollende reuleaux-driehoek